# QatarEnergy
QatarEnergy (en árabe: قطر للطاقة), anteriormente Qatar Petroleum (QP), es una empresa petrolera de propiedad estatal en Catar.La compañía hace todas las operaciones de petróleo y gas en Catar, incluyendo la exploración, producción, refinación, transporte y almacenamiento. El presidente es también el jefe del Ministerio de Energía e Industria y, a partir de abril de 2007, primer ministro Adjunto de Catar. Las operaciones de QP están por tanto directamente vinculadas con los organismos de planificación estatal, autoridades reguladoras y organismos de formulación de políticas. En conjunto, los ingresos del petróleo y de gas natural son del 60 % del PIB del país. Actualmente es la tercera compañía petrolera más grande del mundo por reservas de petróleo y gas.
En 2018 era la tercera empresa petrolera más grande del mundo por reservas de petróleo y gas.En 2022, la empresa tuvo unos ingresos totales de 52.000 millones de dólares, unos ingresos netos de 42.400 millones de dólares,  y unos activos totales de 162.000 millones de dólares. En 2021, QatarEnergy es la quinta empresa de gas más grande del mundo.

## Cooperaciones internacionales

### Europa

#### Alemania
QatarEnergy firmó un acuerdo con un grupo de empresas alemanas para el suministro de energía. Según SE, el ministro de Estado de Asuntos Energéticos, Saad bin Sherida al-Kaabi, firmará este verano acuerdos de suministro de gas natural licuado (GNL) con clientes europeos, que acompañarán la expansión del proyecto. Annalena Baerbock elogió las relaciones bilaterales y también pidió ampliar la cooperación global en el sector de las energías renovables.Baerbock también agradeció a Catar por su operación de repatriación en Afganistán y los avances realizados por el Estado de Qatar en el campo de los derechos humanos, añadiendo que es un modelo a seguir en este campo, particularmente debido a su cooperación con la Organización Internacional del Trabajo.

#### Hungría
Hungría y Catar han firmado un acuerdo de exportación de gas a medida que Europa diversifica sus fuentes de energía. Hungría comenzará a recibir envíos de GNL de Catar a partir de 2027, tras un acuerdo entre los dos países. El acuerdo es político, con conversaciones entre QatarEnergy LNG y el grupo MVM de Hungría para determinar la cantidad, el ritmo y la ruta de envío del gas suministrado. La demanda húngara de GNL ha aumentado debido a las sanciones impuestas por la Unión Europea a Rusia después de la guerra contra Ucrania. Catar recuperó su posición como mayor exportador de GNL en 2022 con 80 millones de toneladas de GNL. El país del Golfo planea suministrar el 40 % de todo el GNL nuevo que ingrese al mercado global para 2029.

#### Italia
En octubre de 2023, QatarEnergy firmó un acuerdo de suministro de GNL con la italiana Eni por 27 años. Las filiales de QatarEnergy y Eni firmaron un acuerdo de compra y venta a largo plazo por hasta 1 millón de toneladas por año (mtpa) de gas natural licuado (GNL) del proyecto de expansión North Field de Qatar.

#### Francia
El 11 de octubre de 2023, la francesa TotalEnergies acordó comprar gas natural licuado de Catar durante 27 años, consolidando el compromiso de la nación europea con los combustibles fósiles más allá de 2050.Según dos acuerdos a largo plazo, QatarEnergy, el mayor proveedor de energía del país, enviará a 3,5 millones de toneladas de GNL a Francia cada año.

### Asia

#### Bangladés
En junio de 2023, QatarEnergy y PetroBangla firmaron un contrato de 15 años para el suministro de 1,8 millones de toneladas de GNL por año a partir de 2026. Catar está tratando de conseguir compradores para el suministro de proyectos de expansión proporcionando contratos de gas natural licuado más cortos y menos costosos. QatarEnergy, que también firmó el acuerdo con Bangladés, está construyendo el proyecto de expansión de GNL más grande del mundo. Su objetivo es aumentar la producción en más del 60 % para el año 2027.

#### China
La Corporación Nacional de Petróleo de China (CNPC), el mayor importador de gas del país, se encuentra en las últimas etapas de la finalización de un enorme acuerdo de importación de GNL a largo plazo con Catar. El acuerdo QatarEnergy-Sinopec fue también el primer acuerdo de compra de GNL a largo plazo del proyecto de expansión NFE. Se espera que los proyectos North Field East y North Field South (NFS) de Catar entren en funcionamiento en 2026 y 2027, respectivamente. QatarEnergy firmó un acuerdo con un grupo de empresas alemanas para el suministro de energía.
En junio de 2023, QatarEnergy firmó un acuerdo de 27 años con la Corporación Nacional de Petróleo de China por la entrega anual de 4 millones de toneladas métricas de GNL. Se trata del segundo acuerdo que Catar firma con una empresa china en menos de un año. 
En noviembre de 2022, Sinopec y QatarEnergy llegaron a un acuerdo similar. Tanto CNPC como Sinopec también tienen una participación accionaria en la expansión oriental del Qatar North Field, que equivale aproximadamente al 5 % de un tren de GNL de 8 millones de toneladas métricas al año.

#### Japón
En julio de 2023, el primer ministro Fumio Kishida de Japón y el jeque Tamim bin Hamad al-Thani de Catar acordaron aumentar los suministros de GNL en el futuro y, por tanto, cambiar la relación entre los dos países para que sea estratégica y haga hincapié específicamente en la energía, la economía y la seguridad y defensa. Los contratos de GNL previamente existentes expiraron entre los dos países en 2021 y 2022. En noviembre de 2022, QatarEnergy firmó un contrato de fletamento con Mitsui OSK Lines (MOL) de Japón para tres buques de GNL que construirá Hudong-Zhonghua Shipbuilding y entregará 2027.

#### Líbano
Según informes recientes de Reuters de enero de 2023, QatarEnergy se ha unido a TotalEnergies y la italiana Eni en un consorcio tripartito para explorar petróleo y gas en dos bloques marítimos frente a la costa del Líbano.